# Erna Solberg
Erna Solberg ([ˈæːɳɑ ˈel seuːlbærɡ]) (Bergen, Noruega, 24 de febrer de 1961) és una política, sociòloga, politòloga, estadista i economista noruega.

## Biografia
Va començar en política pertanyent al Partit Conservador de Noruega, on l'any 1979 va entrar al govern local de la seva ciutat natal, en 1989 va ser triada com a parlamentària en el Storting i l'any 2001 va passar a formar part del govern del Primer Ministre Kjell Magne Bondevik sent nomenada Ministra de Govern Local i Desenvolupament Regional, fins a l'any 2005. Des del maig de 2004, és la Presidenta del Partit Conservador després que Jan Petersen decidís no presentar-se a una nova reelecció com a líder conservador. El govern va perdre la seva base parlamentària a les eleccions generals del 2005, quan els conservadors van rebre el 14,1% dels vots i el govern va passar a mans del Partit Laborista de Jens Stoltenberg.

### Primera Ministra
Fou nomenada Primera Ministra de Noruega en un govern de coalició en minoria del Partit Conservador de Noruega amb el Partit del Progrés després d'haver obtingut la victòria en les eleccions legislatives noruegues de 2013, on va succeir en el càrrec al polític Jens Stoltenberg. El bloc conservador de Solberg va guanyar les eleccions legislatives noruegues de 2017 amb 7 escons de marge respecte la coalició roja-verda i va continuar com a Primera Ministra.
El govern de coalició es va ampliar el 14 de gener de 2018, quan es va arribar a un acord per incloure el Partit Liberal, i es va ampliar encara més el 22 de gener de 2019 quan el Partit Democristià es va unir a la coalició. El 20 de gener de 2020, el Partit del Progrés va anunciar la retirada del govern per la decisió d'acollir la família d'un nen malalt sirià incloent la seva mare, una ciutadana noruega membre d'Estat Islàmic.
El 21 de juny de 2017, el gabinet de Solberg va encarregar la revisió del sistema electoral a un comitè dirigit pel jutge Ørnulf Røhnebæk, que va publicar el seu informe el 27 de maig de 2020 acordant que el nombre d'escons s'hauria de mantenir en 169 conservant les 19 circumscripcions actuals, rebaixant el llindar electoral del 4% al 3% i abolint la fórmula de dos nivells de repartiment d'escons. Les reformes proposades a la llei electoral es van aplicar en 2022, sent d'aplicació a les eleccions legislatives noruegues de 2025. La reforma de les comarques i municipis va entrar en vigor l'1 de gener de 2021 i va suposar una reducció del nombre de comarques de 19 a 11.
Concedí la victòria del centre-esquerra a les eleccions legislatives noruegues de 2021 i es formà un govern de coalició del Partit Laborista i l'euroescèptic Partit del Centre encapçalat pel laborista Jonas Gahr Støre.

### Després de primera ministra
El 13 de novembre de 2022, Solberg va anunciar que continuaria com a líder del Partit Conservador de Noruega i seria la seva candidata a primera ministra a les eleccions legislatives noruegues de 2025. A les eleccions locals de 2023, els conservadors van obtenir per primera vegada des del 1924 la majoria de vots.